# Most Zakrzowski
Most Zakrzowski (Dauber Brücke) – most stanowiący przeprawę nad rzeką Dobra, położony we Wrocławiu na osiedlu Zakrzów. Most zlokalizowany jest w ciągu ulicy Generała Leopolda Okulickiego, prowadzącej z Wrocławia w kierunku miejscowości Szczodre. Współczesny most wybudowany został w 1969 roku. 
Północny przyczółek mostu położony jest na prawym brzegu rzeki Dobra, a południowy na lewym brzegu. Za mostem znajduje się skrzyżowanie ulicy Generała Leopolda Okulickiego z ulicą Widawską prowadzącą w kierunku osiedla Pawłowice i miejscowości Ramiszów Przylesie; dalej do miejscowości Ramiszów. Na prawym brzegu rzeki przy moście rozpoczyna się obszar Lasu Zakrzowskiego.
Most wykonany został jako konstrukcja z jednym przęsłem o dźwigarach nośnych żelbetowych. Przyczółki są wykonane z betonu. Nawierzchnia mostu bitumiczna.